# Aristolochia cornuta
Aristolochia cornuta är en piprankeväxtart som beskrevs av Maxwell Tylden Masters. Aristolochia cornuta ingår i släktet piprankor, och familjen piprankeväxter. Inga underarter finns listade i Catalogue of Life.